# Gerald Basil Edwards
Gerald Basil Edwards (Vale, 8 luglio 1899 – Weymouth, 29 dicembre 1976) è stato uno scrittore britannico.

## Biografia
Figlio di Thomas Edwards, proprietario di una cava a Guernsey, e di sua moglie Harriet (nata Mauger), Edwards fece il servizio militare nel Royal Guernsey Light Infantry e poi studiò per quattro anni all'Università di Bristol (1919–1923), nella quale apparentemente non si laureò; entrò quindi nel mondo letterario di Londra.
Edwards è noto per il romanzo The Book of Ebenezer Le Page, pubblicato postumo nel 1981. Egli lavorò al suo romanzo per molti anni, ma lo completò solo verso la fine della sua vita, presentando il dattiloscritto al suo amico Edward Chaney nell'agosto del 1974, nel modo in cui l'immaginario Ebenezer lascia in eredità, nel romanzo, il suo 'Libro' a Neville Falla. Il dattiloscritto venne respinto da tutti gli editori e, solo dopo la morte di Edwards,  preso in considerazione da Hamish Hamilton che chiese a John Fowles di scrivere una prefazione. Il libro ebbe delle critiche molto favorevoli, da parte di William Golding e Guy Davenport. Harold Bloom lo incluse nel suo Western Canon. Penguin lo pubblicò negli Stati Uniti d'America e ne fece una trazione in lingua francese. Venne poi pubblicato in Italia da Elliot Edizioni. Si trova attualmente in stampa nel Regno Unito e negli Stati Uniti da parte di The New York Review of Books nella sua Classics series.
Alla fine degli anni 1920 e in quelli 1930, Edwards era stato considerato come scrittore e intellettuale di grande promessa, uno che avrebbe davvero potuto fare le scarpe a D.H. Lawrence, la cui biografia gli fu commissionata da  Cape. Di tanto in tanto contribuì alla rivista The Adelphi di  Middleton Murry ma non portò mai a termine i suoi progetti più grandi. Alla fine i suoi amici, Murry,  J.S. Collis e Stephen Potter, abbandonarono ogni loro speranza su di lui. Nel 1933 aveva abbandonato la moglie e i figli e non ristabilì i contatti con sua figlia fino al decennio successivo. Divenne un insegnante itinerante di teatro e, ultimamente, funzionario statale minore. Verso la fine della sua vita, affittò una casa nei pressi di  Weymouth dove fu 'scoperto' da uno studente d'arte (Edward Chaney). Quest'ultimo lo incoraggiò a completare il suo romanzo e a consegnarglielo per l'eventuale pubblicazione. Nel settembre 2008, Chaney e Jane Mosse, scoprirono a Guernsey una targa (Blue Plaque) all'esterno della casa natale di Edwards.
Una biografia di Gerald Basil Edwards è stata pubblicata, nel settembre 2015, da Blue Ormer Publishing.